# Schnann
Schnann (am Arlberg) ist ein Dorf und eine Fraktion (Ortschaft) mit 356 Einwohnern (Stand 1. Jänner 2024) im Bundesland Tirol, Österreich.
Der Ort ist Teil der Gemeinde Pettneu am Arlberg und liegt ca. 2 Kilometer östlich des Hauptortes.
Bis auf die Gemeindezugehörigkeit, ist das Dorf mit eigenen Vereinen, Volksschule und einer eigenen Pfarrgemeinde größtenteils autonom.

## Geografie
Schnann liegt im Stanzer Tal zwischen Landeck und dem Arlberg auf einer Höhe von 1186 m ü. A.
Das Dorf steht auf einem imposanten Schuttkegel, der sich über die Jahrhunderte durch Murenabgänge aus dem Bach der Schnanner Klamm aufgebaut hat.

## Geschichte

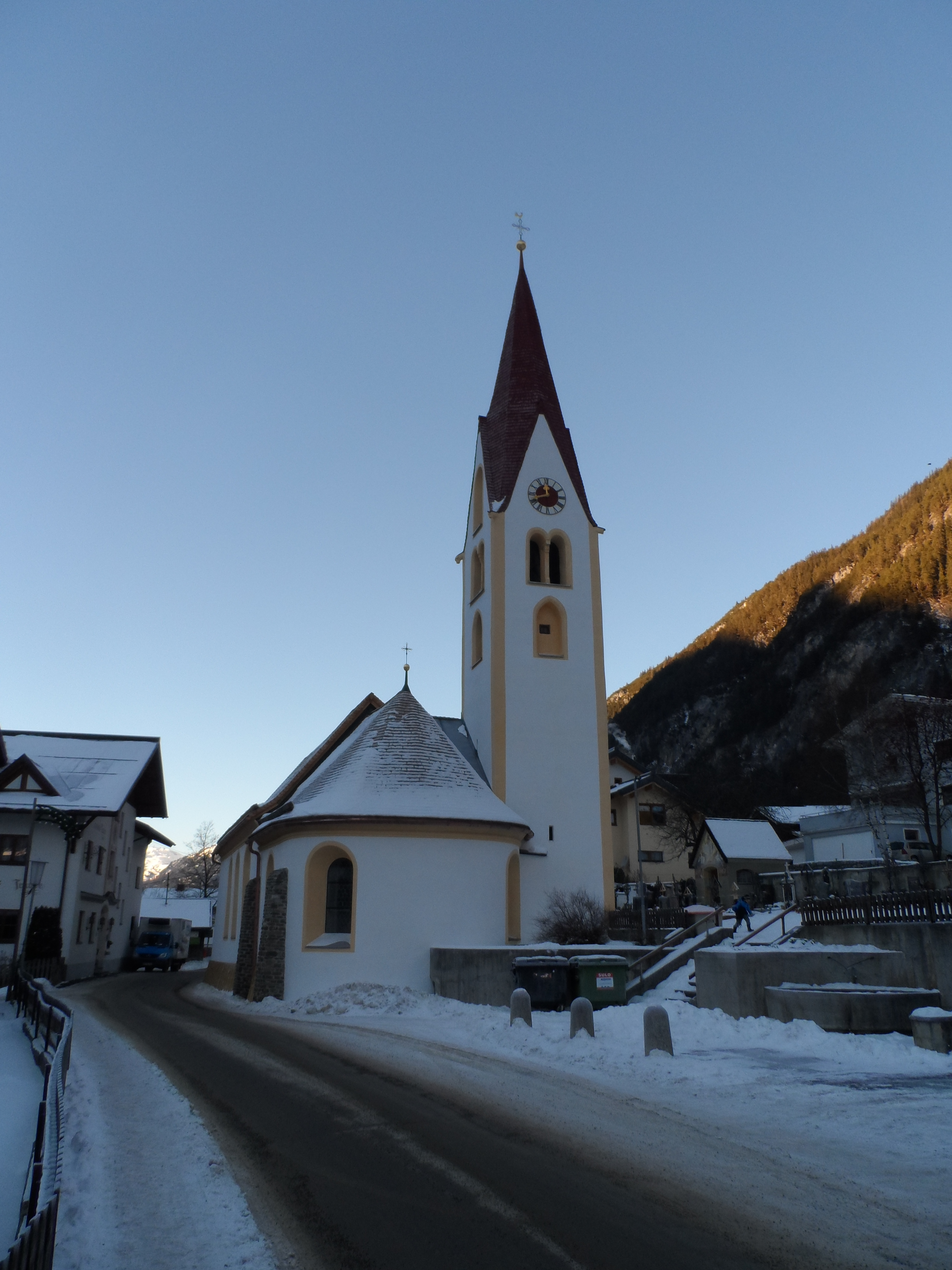
Pfarrkirche hl. Rochus

Die erste schriftliche Erwähnung des Ortes stammt aus dem Jahr 1275. Der Name ‚Schnann’ leitet sich aus einer rätoromanischen Bezeichnung für ‚Waldblöße’ ab.
Im Jahr 1646 wurde die erste Version der Kirche fertiggestellt und eingeweiht. In den folgenden Jahrhunderten wurde diese stetig erweitert und renoviert. 1818 zählte der Ort bereits 28 Häuser (davon alles Bauernhöfe inkl. zwei Wirtshäuser). Seit damals ist das Dorf um ca. das Dreifache angewachsen (zum Vergleich: derzeit noch 15 aktive Bauernhöfe und ein Wirtshaus).
Große Bekanntheit erlangte der Ort kurz nach dem Zweiten Weltkrieg, als dort von Nationalsozialisten aus Ungarn Gold vergraben wurde. Dies wurde von einigen Ortsbewohnern bemerkt. Die Ereignisse daraus brachten dem kleinen Dorf den Nebennamen „Die goldene Stadt“ ein. Es folgten Verfilmungen und ein Theaterstück.
In den letzten Jahren entstand südlich des Ortes ein Gewerbegebiet, das aus sieben Betrieben besteht. Erstes Wirtschaftsstandbein bei fast allen Bewohnern und Betrieben ist der Wintertourismus.

## Besondere Orte
Die Schnanner Klamm, sowohl Sehenswürdigkeit als auch Klettergarten, liegt nördlich des Ortes.
Der Gauderkopf (2991 m) (Hoher Riffler) und seine imposante Nordwand blicken von Süden auf das Dorf herab.
Die Wand ist ca. 500 Meter hoch und noch unbestiegen.

## Persönlichkeiten
- Georg Asam, Lehrmeister von Jakob Prandtauer
- Joseph Munggenast (1680–1741), Barockbaumeister, Neffe und Nachfolger von Jakob Prandtauer
- Johann Georg Gröber (1775–1849), Orgelbauer
- Josef Sies (1818–1886), Orgelbauer